# Reflexity: Pinball Challenge
Reflexity is een videospel dat werd uitwikkeld door Hitech Studio Designs. Het spel kwam in 1992 uit voor de Commodore Amiga. Het spel wordt met bovenaanzicht getoond. Het spel is een simulatie van een flipperkast. Er zijn in totaal drie flipperkasten, alleen met een alienthema. Het spel kent de multibal optie. Elk speler start met vier ballen. Zodra de speler de teleporter raakt verandert hij van flipperkast. De teleporter opent bij een bepaalde hoeveelheid punten, namelijk 150.000 punten voor de tweede flipperkast en 600.000 punten voor de derde flipperkast.